# Phường 1, thị xã Quảng Trị
Phường 1 là một phường thuộc thị xã Quảng Trị, tỉnh Quảng Trị, Việt Nam.

## Địa lý
Phường 1 có vị trí địa lý: 
- Phía bắc giáp Phường 3
- Phía nam giáp xã Hải Lệ
- Phía đông giáp huyện Hải Lăng
- Phía Tây giáp phường An Đôn.

Phường 1 có diện tích 1,83 km², dân số năm 2008 là 3.700 người, mật độ dân số đạt 2.022 người/km².

## Hành chính
Phường 1 được chia thành 4 khu phố: 1, 2, 3, 4.